# 傑克·格利森
傑克·格里森（英語：Jack Gleeson，1992年5月20日—）是一名愛爾蘭演員，他出演過較著名的作品如HBO電視劇《冰與火之歌：權力遊戲》。

## 職業生涯
2012年，傑克暗示稱自己將會退出演藝圈，他聲稱:「我很樂意當一名業餘演員，不想再參演一些需要專業表演的角色。」
2013年，傑克在出演冰與火之歌：權力遊戲後將考慮息戲。因拍攝冰與火之歌：權力遊戲而成名後的生活其實並非傑克想要的。
2014年，傑克因出演冰與火之歌：權力遊戲，而獲得土星獎電視劇最佳年輕男演員的提名。
2020年，傑克宣布參演Sara Pascoe的BBC喜劇回歸演藝圈。

## 早期生活
傑克·格里森出生於愛爾蘭的科克，有兩個姊妹，曾就讀於貢扎加学院和三一學院

## 影視作品列表

### 電影
| 年份 | 譯名標題     | 原名標題            | 角色   | 附註 |
| ---- | ------------ | ------------------- | ------ | ---- |
| 2009 | 《彩虹照耀》 | A Shine of Rainbows | Seamus |      |
| 2010 | 《天使無罪》 | All Good Children   | Dara   |      |

### 電視劇
| 年份      | 譯名標題                 | 原名標題        | 角色            | 附註        |
| --------- | ------------------------ | --------------- | --------------- | ----------- |
| 2011-2014 | 《冰與火之歌：權力遊戲》 | Game of Thrones | 喬佛里·拜拉席恩 | 第1季~第4季 |

## 外部連結
- Jack Gleeson在互联网电影资料库（IMDb）上的資料（英文）